# Till Mamma
Till Mamma var en svensk komediserie i fyra delar med bland andra Ulla Skoog, Sven-Åke Gustavsson och Lennart Glenberg-Eriksson i rollerna. Serien sändes under 1994 på SVT.